# Ribeira da Vinha (São Vicente)

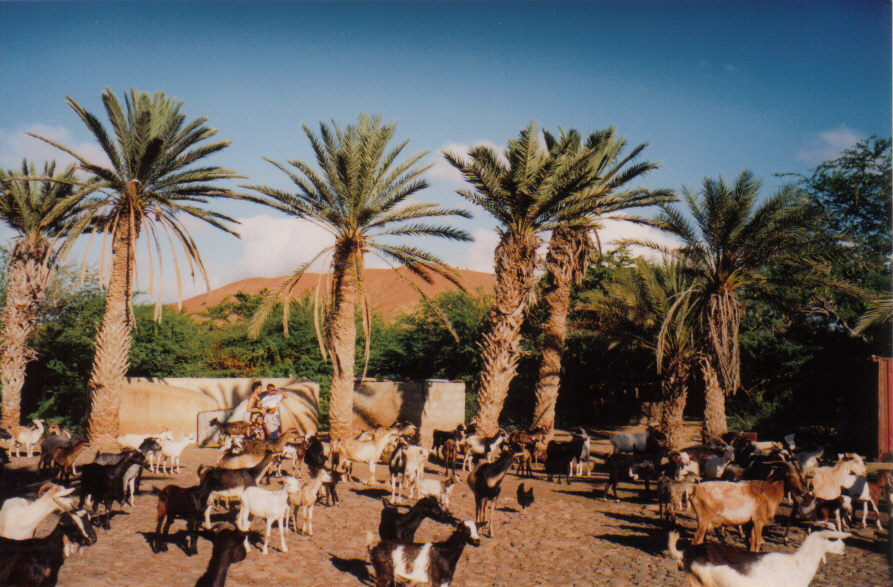
Quinta de Nha Maria, na Ribeira de Vinha, São Vicente

Ribeira da Vinha (em crioulo Rbera d'Vinha) é uma zona rural da ilha de São Vicente, em Cabo Verde. Pertence à freguesia de Nossa Senhora da Luz e ao concelho de São Vicente. Situa-se a sul do Mindelo. Sendo uma zona predominantemente agrícola, deve o seu nome à ribeira homónima que lá corre nos tempos de chuva, e a maior parte das propriedades nela constantes são hortas. Por se situar numa zona fértil em lençóis de água, possui vários poços e tanques, tendo a maior parte no entanto secado com as frequentes secas que flagelaram o arquipélago na sua história recente. Estatisticamente, a zona da Ribeira da Vinha é composta por apenas um lugar, do mesmo nome.
| Ilha de São Vicente |
| --- |
| Zonas e Lugares Baía das Gatas \| Calhau \| Lameirão \| Lazareto \| Madeiral \| Mato Inglês \| Mindelo \| Praia do Norte \| Ribeira da Vinha \| Ribeira de Calhau \| Ribeira de Julião \| Salamansa \| São Pedro \| Seixal |
| Montanhas Fateixa \| Madeiral \| Monte Cara \| Monte Verde \| Tope de Caixa \| Topona |
| Ribeiras Ribeira de Julião |
| Outros Flamengos \| Fontainhas \| João Evora \| Palha Carga \| Pé de Verde \| Praia Grande \| Saragaça \| Viana |
| Cabo Verde \| Sotavento \| São Vicente |